# Sudor (canción)
«Sudor» es una canción de Thalía, publicada como el primer sencillo de su segundo álbum de estudio, Mundo de cristal. La canción fue lanzada a las radios mexicanas en el mes de agosto del año 1991.

## Información
Es la canción número 2 y el primer sencillo de su segundo álbum de estudio. La canción tuvo éxito, debido al ritmo tropical que tiene.

## La canción
La canción habla de lo que vale el sudor en el trabajo y lo "sexy" que puede llegar a ser depende la situación la que salga este.

## El video
En el videoclip de este sencillo, se puede ver a Thalía encima de un barco en una playa, usando bikini durante todo el video, sin embargo, ese video no es considerado como oficial.

## Listas
La canción alcanzó la posición número tres en la Ciudad de México, y número diez en Los Ángeles y número ocho en San Salvador.